# They Cloned Tyrone
They Cloned Tyrone és una pel·lícula de misteri còmic de ciència-ficció estatunidenca del 2023 dirigida per Juel Taylor, en el seu debut com a director de llargmetratges, a partir d'un guió que va escriure amb Tony Rettenmaier. És protagonitzada per John Boyega, Teyonah Parris i Jamie Foxx (que també n'és productor) com un improbable trio que descobreix una conspiració de clonació del govern a l'ombra. David Alan Grier i Kiefer Sutherland també apareixen en papers secundaris. S'ha subtitulat al català.
They Cloned Tyrone es va estrenar a l'American Black Film Festival el 14 de juny de 2023. Es va estrenar en una selecció de cinemes el 14 de juliol, abans d'incorporar-se al catàleg de Netflix el 21 de juliol. La pel·lícula va rebre crítiques positives.
Els subtítols en català van ser obra de Maria Romero Soronellas, que va guanyar la categoria dels XII premis ATRAE a la millor subtitulació en català per a cinema, TV, DVD o plataforma en línia.